# Liemarvin Bonevacia
Liemarvin Bonevacia, född 5 april 1989, är en nederländsk friidrottare som tävlar i kortdistanslöpning.

## Karriär
Vid europamästerskapen i friidrott 2024 tog han brons på 400 meter.